# 大国福雄
大国 福雄（おおくに の さきお、生没年不詳）は、平安時代前期の官人。姓は忌寸。

## 経歴
貞観10年（868年）1月、式部大録で外従五位下に昇叙。
同11年（869年）1月、散位から安房守に任ぜられた。

## 官歴
『日本三代実録』による。
- 時期不詳：式部大録
- 貞観10年（868年）1月7日：外従五位下
- 貞観11年（869年）1月13日：見散位。安房守